# Sant Ildefons (Cornellà de Llobregat)
Sant Ildefons és un barri obrer de Cornellà de Llobregat, situat a la part nord de la ciutat i que limita amb els barris de la Gavarra i del Pedró. Té una superfície de 0,573 km² (57,3 ha) i 25.551 habitants (2002). Es va construir als anys 60, sobre un turó al qual originalment hi havia plantats cereals i camps d'acàcies i garrofers.
Va rebre el nom d'un dels seus promotors, que es deia Ildefons Suñol.
La població, al principi, es compongué en gran manera d'immigrants d'Andalusia i Extremadura, i en una menor mesura d'altres parts d'Espanya. Els últims anys, el perfil de població s'ha transformat amb l'arribada de població de fora d'Espanya.

## Història

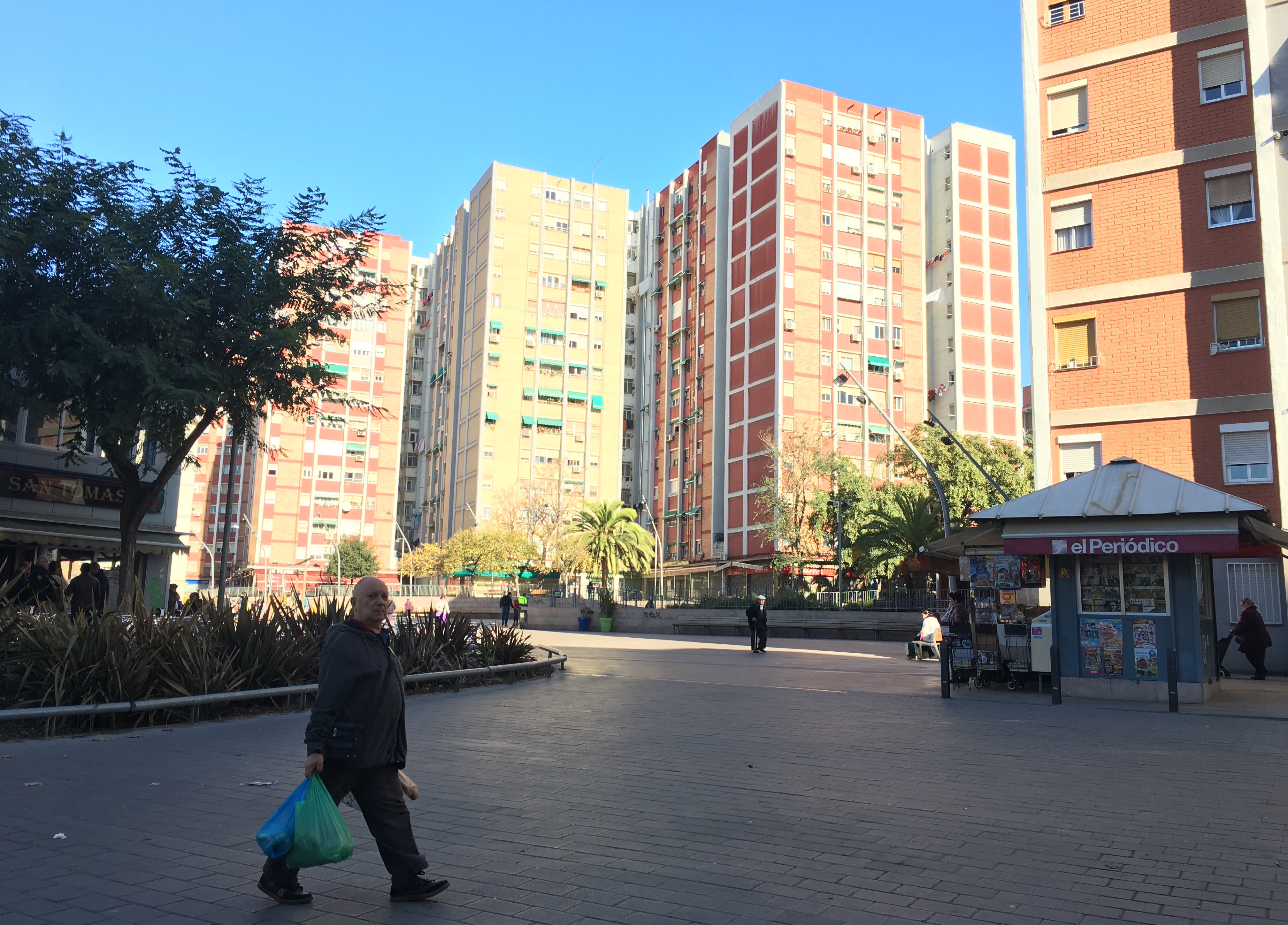
Plaça del Pilar

Inicialment, a l'indret on ara s'aixeca el barri de Sant Ildefons estava previst construir-hi habitatges per unes 7000 persones amb diversos equipaments i zones enjardinades. Fou l'any 1958 quan a l'empresa CESA (Construcciones Españolas S.A.) li aproven un pla parcial que li permet aixecar torres d'habitatge per allotjar a 50000 persones. Aquest canvi del Pla Comarcal de Barcelona de 1953 fou possible gràcies a la intervenció del govern espanyol i de la intercessió d'en Josep Rius Carrera, alcalde de Cornellà en aquells anys, que junt amb altres personalitats hi van veure una gran oportunitat d'enriquiment amb el negoci urbanístic que la construcció del barri suposava. L'any 1960 es van començar a construir els primers carrers de la Ciutat Satèl·lit.
A l'any 1973, CESA dona per acabades les obres. La barriada compta amb més de 60.000 habitants (aproximadament un 15% més dels previstos) i no hi ha ni el 70% dels equipaments que inicialment s'hi varen projectar (només dues biblioteques que pertanyien a la Caixa d' Estalvis i Pensions i el Pavelló Poliesportiu), ni cap intenció de fer-los. Els blocs de pisos van ocupar el 45% de l'espai destinat a equipaments i més d'un 20% del previst per les zones enjardinades. Durant la dècada dels 60 Sant Ildefons creix a un ritme vertiginós sota la desentesa de l'Ajuntament de Cornellà, que ràpidament es veurà superat i no tindrà els mitjans ni els recursos per donar resposta a les necessitats més bàsiques de la població. Tot i l'abandó per part de les institucions, algunes personalitats de la ciutat com Constanci Pérez Aguirre, tinent d'alcalde de cultura i esports, i alguns joves periodistes, vinculats a La Vanguardia o Tele/eXpres, denuncien la situació del barri.
No serà fins a la meitat de la dècada de 1960 que començaran a aparèixer les primeres entitats al barri, quasi totes de caràcter esportiu i vinculades a petits negocis, sobretot bars. Tot i així, el principal problema del barri era la falta d'escoles i equipaments de primera necessitat. En aquesta època més de 10.000 nens no hi estaven escolaritzats. A més els pocs centres educatius presentaven aules massificades amb un ensenyament d'allò més precari. La falta d'equipaments converteix els carrers en espai de reunió dels joves, alguns descampats són utilitzats per abocar-hi les escombraries i la gent del barri comença a patir una situació de desarrelament que es veu reflectit en un increment de la delinqüència i la conflictivitat social. L'administració i l'empresa CESA opten, per combatre aquesta situació, per incrementar l'oferta d'oci. Tres cinemes hi havia al barri (Cinema Pisa, Cinema Avenida, Cinema Sandor) abans que hi hagués prou escoles, mercats o centres d'atenció sanitària. També les curses de braus agafen molta empenta, gràcies a les places mòbils que s'instal·laven als descampats. L'actual Plaça de Sant Ildefons, fou originàriament una plaça de braus amb capacitat per 4.500 persones. Va ser inaugurada el 12 de març de 1967 i originalment s'anomenava Plaza de Toros de la Alegría.
La vida cultural del barri es va articular originàriament al voltant de la religió. La celebració de la Setmana Santa va fer que a poc a poc es reivindiqués un centre de culte. El 1962, els veïns aixequen una capella dins el barracó de CESA. L'empresa havia cedit aquest espai a l'ajuntament per aprofitar-lo com a espai cultural. Gràcies a aquesta capella improvisada (Capella de Sant Ildefons) i la Parròquia del Pilar (amb seu als locals cedits al cinema Avenida i que després es traslladà als espais actuals de la Plaça del Pilar) la Setmana Santa es va continuar celebrant fins a 1969. Fins a l'any 1973 la religió junt amb les festes del barri van ser els pilars del projecte municipal de cultura d'un barri que creixia a un ritme exponencial amb l'arribada de més i més treballadors de la resta d'Espanya, sobretot d'Andalusia i Extremadura. Paral·lelament al barri començaven a formar-se moviments reivindicatius d'acció i denúncia entorn a dues entitats que seran cabdals per la història del barri i pel seu desenvolupament social i cultural: l' Associació de Veïns Asociación de Vecinos Ferroviarios de San Ildefonso creada el 1968) i el Casino de Sant Ildefons.
Serà durant la dècada de 1970 que es començarà a poc a poc a dotar al barri d'alguns equipaments com el Mercat de Sant Ildefons o la Parròquia del Pilar, però el problema de fons i la reivindicació d'equipaments culturals, biblioteca i centres sanitaris continuaran mentre la població continua creixent. No serà fins a 1982, que s'aconsegueix el compromís de Frederic Prieto, alcalde de Cornellà, per a construir el tan anhelat Centro Social de San Ildefonso, un projecte que consistia en un centre social, una biblioteca i un servei d'atenció sanitària de la Seguretat Social. Les obres comencen el juliol de 1984 en un solar al costat del mercat. El Centre Cívic de Sant Ildefons (inspirat en les Aules de Cultura de l'Hospitalet) s'inaugura el 1985, però finalment no inclou la biblioteca ni el centre sanitari, reivindicacions històriques dels veïns, i la gestió queda en mans de l'ajuntament, quan inicialment les entitats del barri havien de tenir un paper important. Molt lentament s'anirà dotant al barri d'equipaments i esdevindrà a poc a poc un espai integrat a la ciutat de Cornellà tal com és en l'actualitat. El procés ha estat lent. La Biblioteca de Sant Ildefons, un equipament demanat gairebé als inicis dels anys 60, es va inaugurar finalment l'any 2013 essent l'equipament bibliotecari més nou de la Xarxa de Biblioteques de Cornellà.

## Equipaments i edificis
- Mercat de Sant Ildefons
- Ambulatori
- Comissaria de la Policia Nacional
- Comissaria dels Mossos d'Esquadra
- Centre Cívic

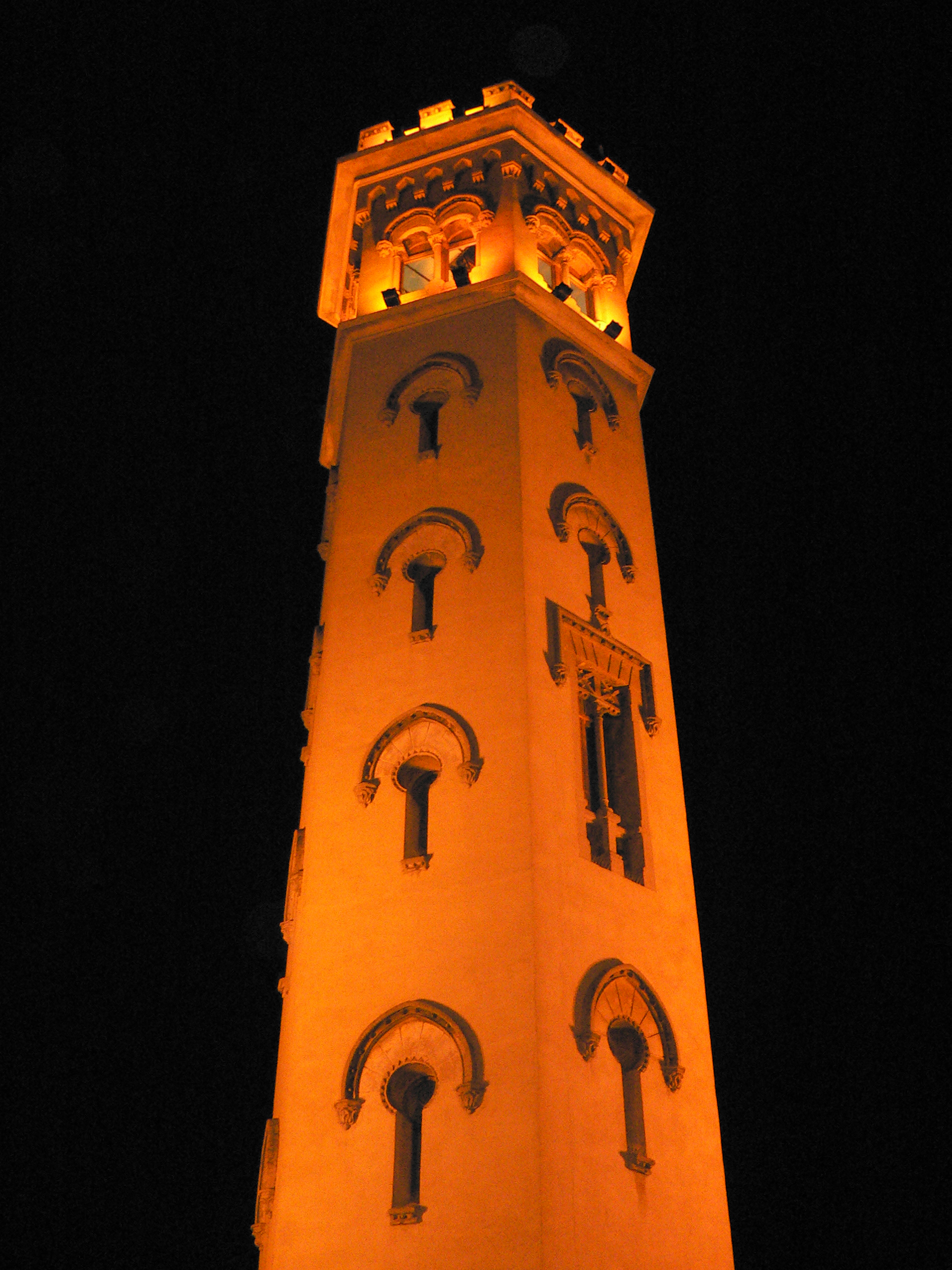
Torre de la Miranda

- Escoles públiques (Escola Sant Ildefons, mossèn Jacint Verdaguer)
- Instituts públics (IES Maria Aurèlia Capmany, Institut Neus Català)
- Camp de futbol (Sant Ildefons U.E.)
- Pavelló poliesportiu
- Torre de la Miranda

- Escola d'Educació Especial (Virolai)

## U.E.Sant Ildefons
Es va crear el 1994 amb la fusió dels clubs U.E Sant Ildefons-Satelite i el Can Mercader-Bambu. L'equipació del club, es constitueix d'uns pantalons blaus i samarreta blanca amb una ratlla blava al braç dret.
La UE.Sant Ildefons ha estat un dels equips on més s'ha avançat quant a les categories dels equips.
El primer equip està en la categoria de Primera Catalana.

## Transports
- Estació de Sant Ildefons, de la línia 5 del Metro de TMB
- Autobús (67, 68, 94, 95, L10, L46, L75, L85 i N15)

## Festes
- 12 d'octubre: El Pilar (Festa del barri)
- Corpus Christi (Cap al maig o el juny): Festa Major de Cornellà.

## Celebritats
- Estopa
- La Banda Trapera del Río
- Tony Aguilar